# Nécropole nationale de Châlons-en-Champagne
La nécropole nationale de Châlons-en-Champagne est un cimetière militaire français de la Première Guerre mondiale, située sur le territoire de la commune de Châlons-en-Champagne dans le département de la Marne. Cette nécropole nationale jouxte le Cimetière communal de l'est.

## Caractéristiques
La nécropole nationale regroupe les corps de 4 500 soldats français de la IVe Armée et de la VIe Région militaire tombés au cours des combats de juillet-août 1915. Ce cimetière militaire abrite également un carré musulman et des tombes de soldats alliés tués lors de la Première Guerre mondiale.
Un monument a la mémoire  des soldats de la IVe Armée et de la VIe Région militaire a été érigé dans le cimetière.

## Galerie de photographies

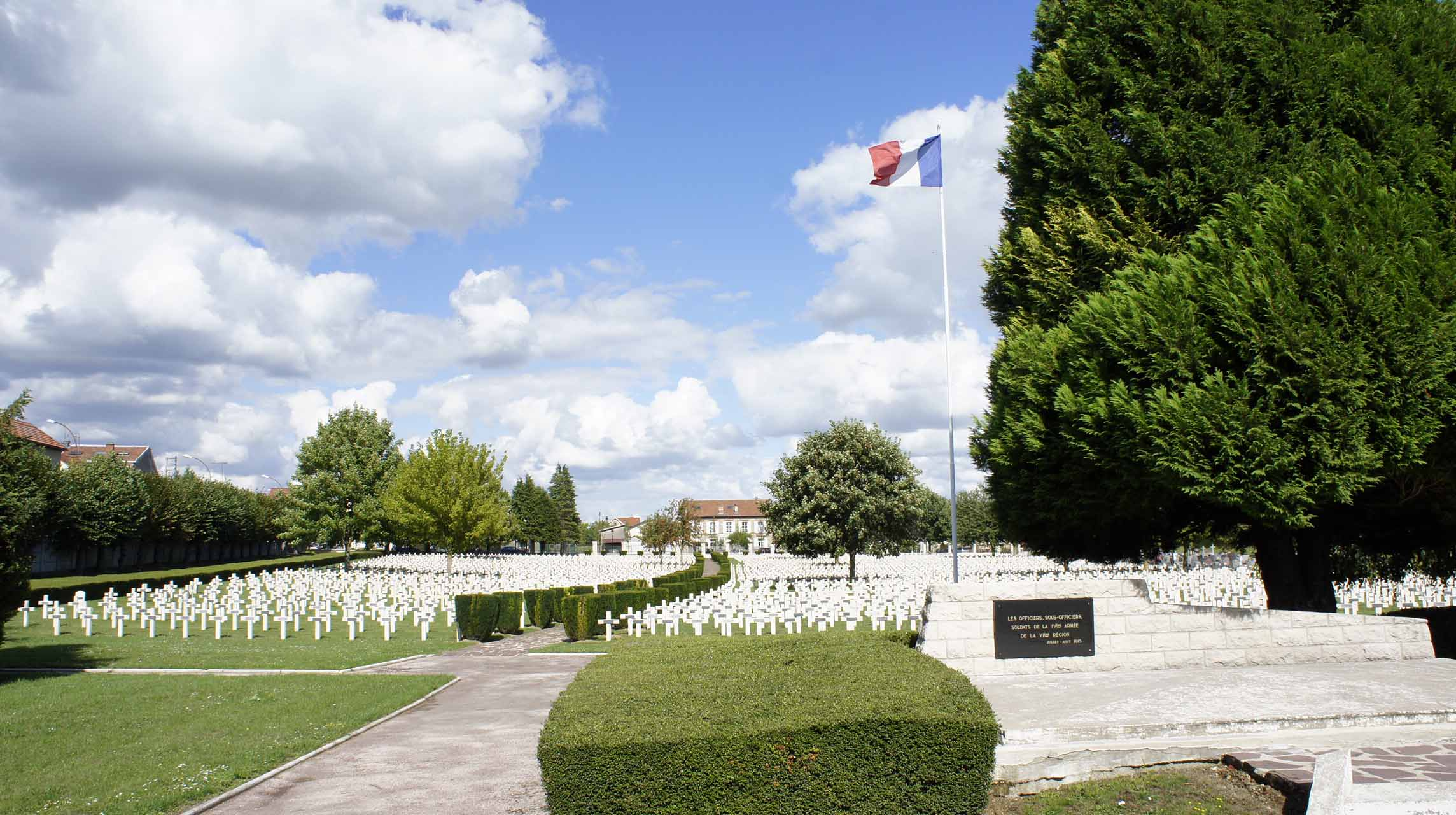
Vue générale de la nécropole nationale.
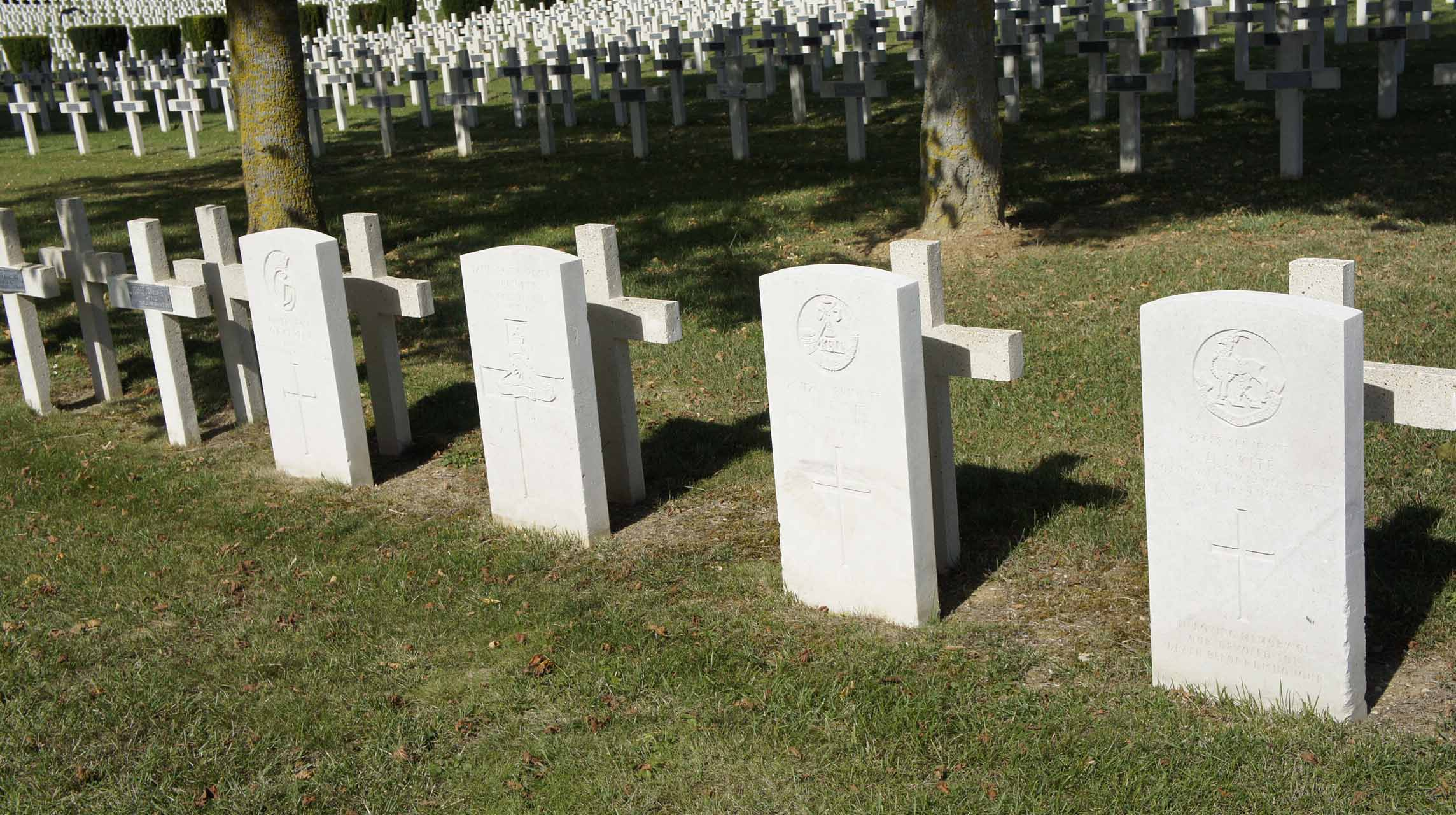
Le carré anglais
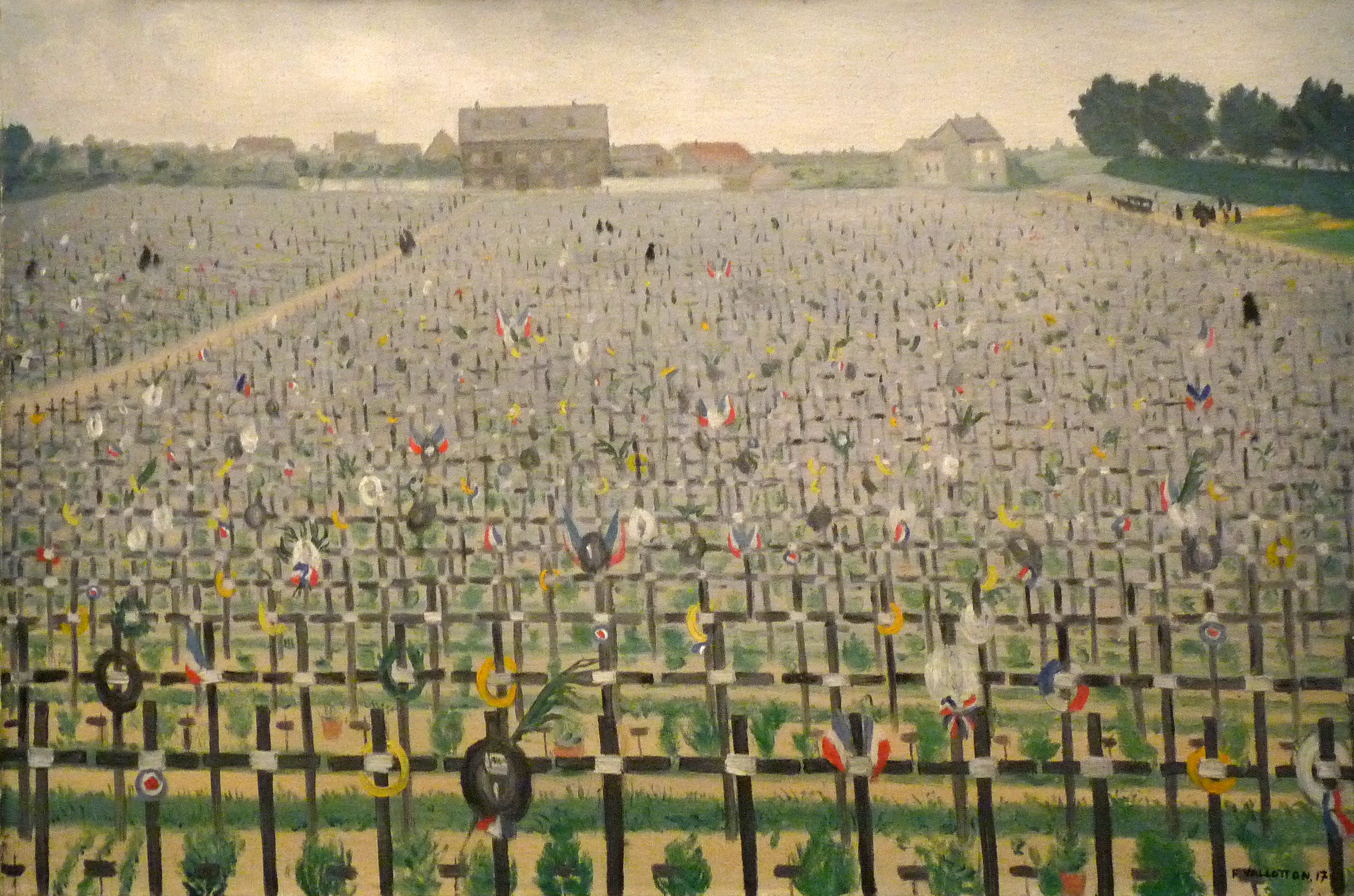
Cimetière militaire vu par Félix Vallotton